# Киот

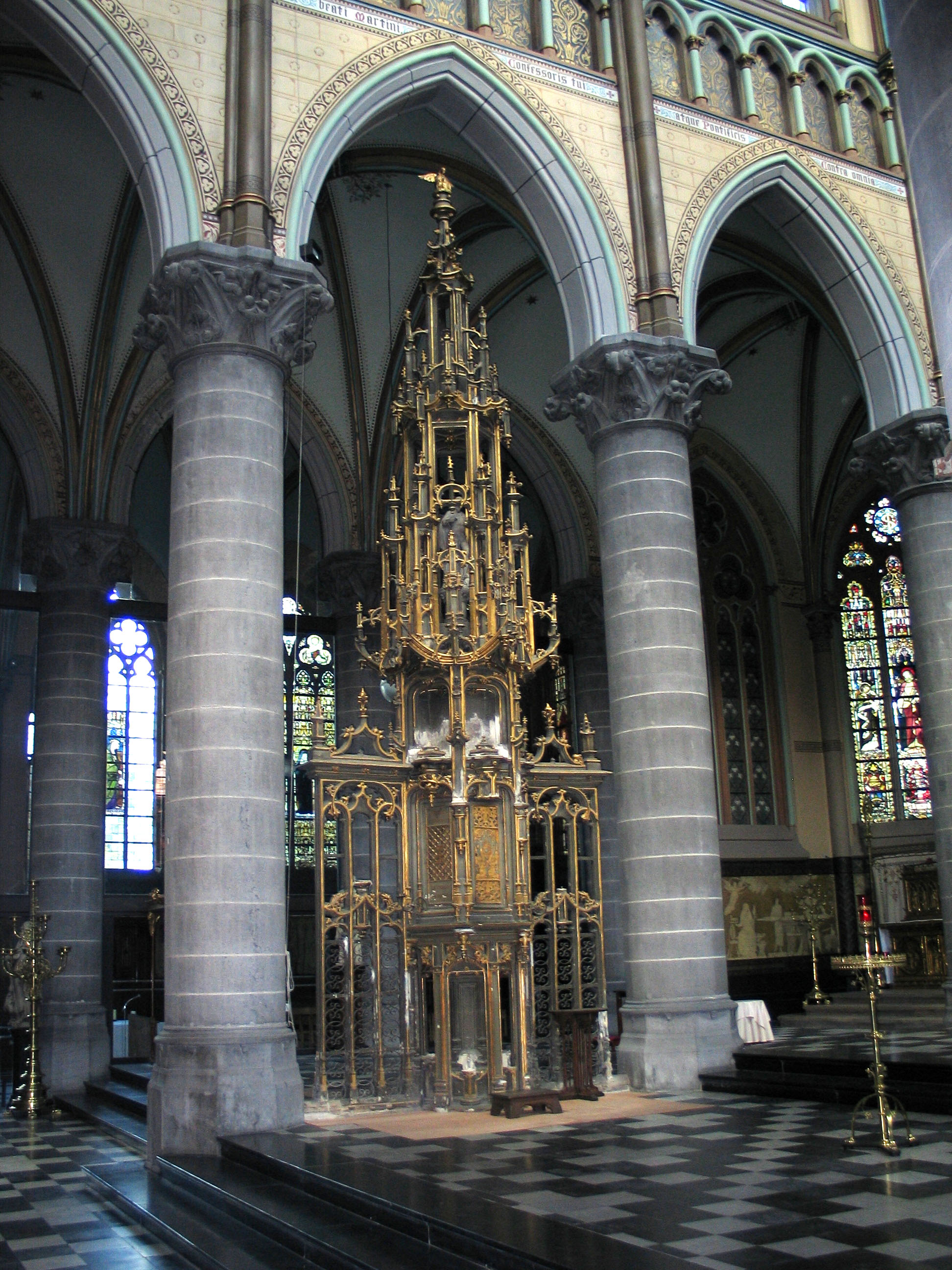
Дарохранительница

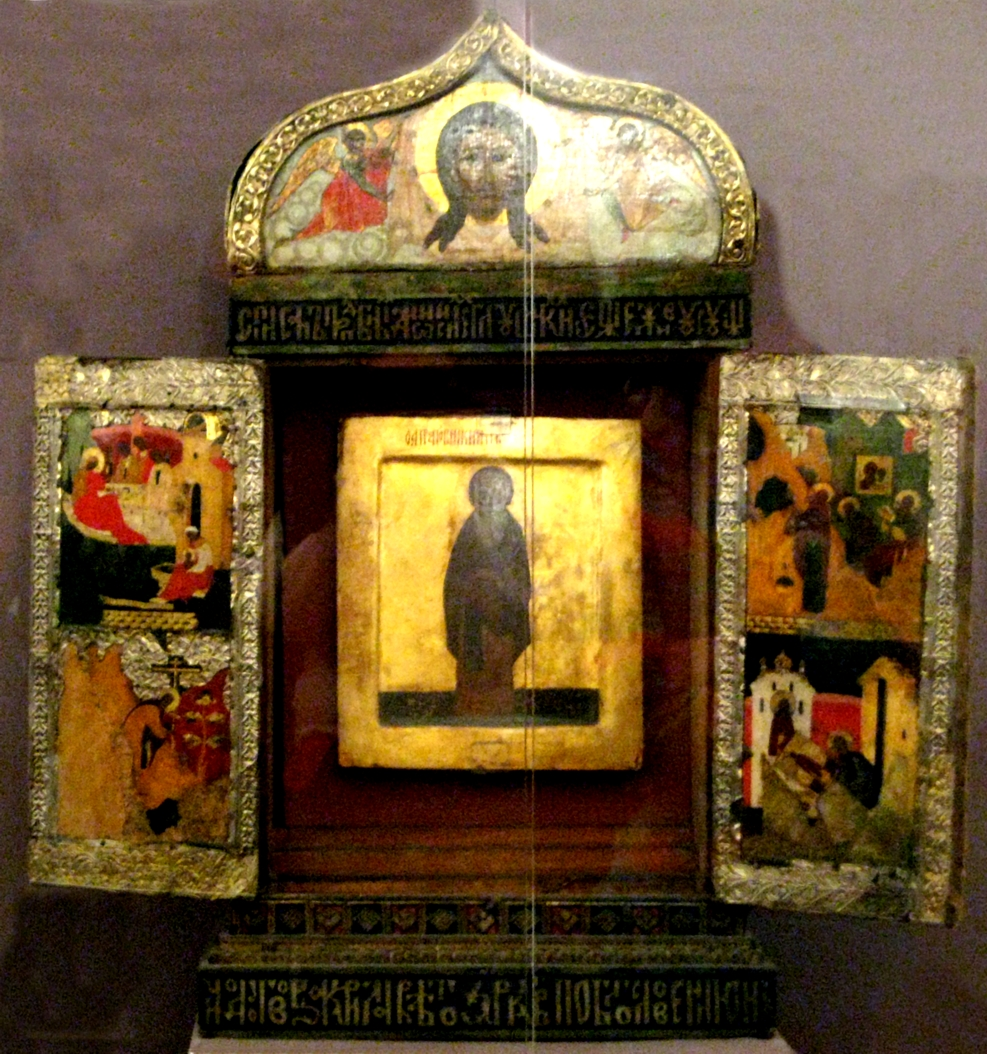
Православный киот для хранения икон, список иконы преподобного Кирилла Белозерского работы Дионисия Глушицкого, Кирилло-Белозерский монастырь

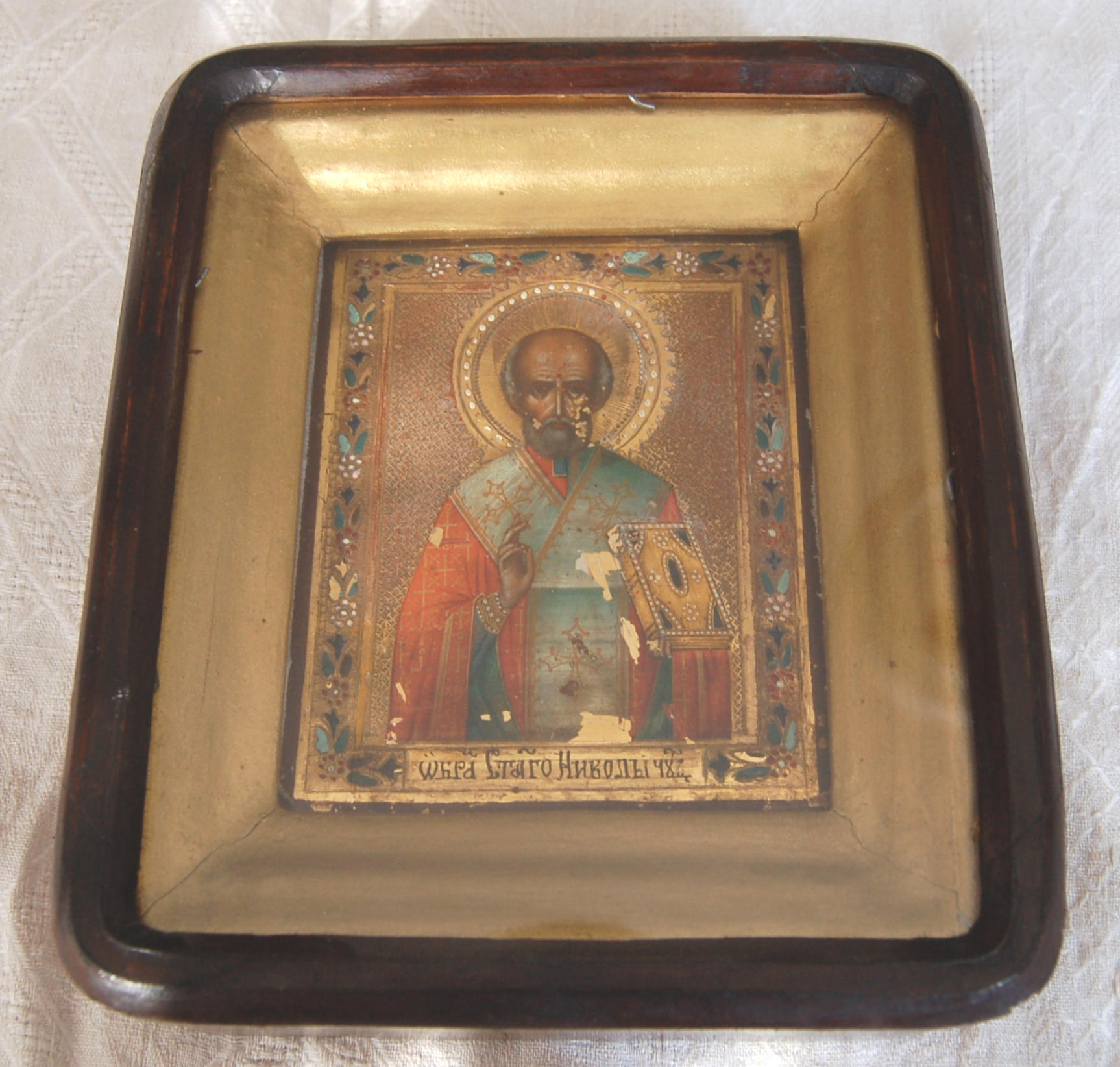
«Образ Святаго Николы чудотворца» в киоте, Московская губерния, конец XIX — начало XX веков

Кио́т (киво́т, кио́ть, от греч. κῑβωτός — «ящик, ковчег»), божница — особый украшенный шкафчик (часто створчатый) или застеклённая полка для икон.
Прообразом киота считают Ковчег Завета (Кивот Завета) иерусалимского Храма.
В церковнославянской Библии для обозначения Ковчега Завета использовано греческое слово кивот, чтобы как и в оригинальном тексте отличать его от Ноева ковчега (а также ковчежца-корзины, куда был положен младенец Моисей).
В христианской традиции Ковчег Завета, как и другие священные предметы иерусалимского Храма, понимают в качестве прообраза элемента христианского храма — Кивота или Дарохранительницы. Как Ковчег находился в Святая святых иерусалимского храма и в нём хранили Скрижали Завета, так Дарохранительницу располагают в алтаре христианского храма с заключёнными в ней Телом и Кровью Христа, образующими Новый Завет человека с Богом.
Преподобный Ефрем Сирин видел непосредственно в самой конструкции Ковчега Завета прообразовательный смысл Боговоплощения:
| И сотвори Веселеил кивот из древа негниющаго. Это тайна Еммануиловой плоти, которая не подлежит истлению и не повреждена грехом. Золото, покрывавшее кивот внутрьуду и внеуду, означает Божеское естество Слова; которое неизреченно соединилось со всеми частями души и тела, потому что человечество наше помазало оно Божеством Своим. |

«Очистилище над кивотом от злата чиста» означает Еммануила; херувимы над очистилищем суть Пророки и Апостолы. В трапезе представляются 5 умосозерцаний: Творец и разумные твари. 2 обвода на трапезе указывают нам на мир горний и дольний. Пространство между двумя обводами изображает Еммануила, через Которого имеют между собою общение небесные и земные. Хлеб предложения на трапезе представляет собою тайну жертвы сынов Церкви.

Золотой светильник изображает и показывает нам тайну креста; 6 ветвей светильника означают власть Распятого, простирающуюся во все 6 сторон. В яблоках на светильнике таинственно познаем Пророков и Апостолов; в цветах — ангельские силы; в 7 светилах — 7 светильников Евангелия или «семь очес Господних, призирающих на всю землю» (Зах. 4:10).
Святитель Григорий Нисский видел, что образ нерукотворной Скинии, показанный Моисею на горе, есть «Христос, Божия сила и Божия Премудрость» и все остальные предметы толковал сообразно с этим рассуждением.
| Поэтому добровидные и златокованые столпы, носила, кольца и эти херувимы, прикрывающие крыльями кивот и всё прочее, что заключает в себе описание сооружения скинии (если кто, взирая на это, будет иметь высший взгляд), суть премирные силы, созерцаемые в скинии, по Божественному изволению поддерживающие собою Вселенную. Там истинные наши «носила — посылаеми в служение за хотящих наследовати спасение» (Евр. 1:14), как бы «кольцами», какими прикреплённые к спасаемым нашим душам, лежащих на земле поднимающие на себе в высоту добродетели. О херувимах же Писание, сказав, что они крыльями покрывают таинства, положенные в кивоте Завета, подтверждает этим представленный нами взгляд на скинию, ибо знаем, что это имя употребляется о тех силах, вокруг Божия естества созерцаемых, которые видели умом Исаия и Иезекииль. Святитель рассматривает кивот, закрываемый херувимами и лицо, сокрытое крылами также херувимов, как образ одного и того же Существа и через это сокрытие показывается людям, что «взгляд на неизречённое — недоступен». Менора, находящаяся близ Ковчега, осеняет Скинию и знаменует собой семь светлостей Духа (Ис. 11:2) |